# Pinguicula poldinii
Pinguicula poldinii este o specie de plante carnivore din genul Pinguicula, familia Lentibulariaceae, ordinul Lamiales, descrisă de J. F. Steiger și Amp; Casper. Conform Catalogue of Life specia Pinguicula poldinii nu are subspecii cunoscute.